# كأس تونس لكرة السلة للسيدات 2023–24
كأس تونس لكرة السلة للسيدات 2023–24 هو الموسم رقم 59 من كأس تونس لكرة السلة للسيدات.

## روابط خارجية
- الموقع الرسمي للجامعة التونسية لكرة السلة.